# Sanatorium Koningsheide
Sanatorium Koningsheide was een psychiatrische instelling voor gefortuneerde patiënten, die in 1936 werd geopend en gelegen was aan de Koningsweg in Schaarsbergen (gemeente Arnhem). Het doel van de instelling was de patiënten een optimale mogelijkheid tot herstel te bieden door de zeer rustige omgeving in de uitgestrekte natuur.

## Naam
De naam Koningsheide is ontleend aan de ligging aan de Koningsweg in het toen nog uitgestrekte heidegebied.

## Oprichting
Het initiatief tot de oprichting kwam in 1934 van de Arnhemse zenuwarts Dr. L.F.C. van Erp Taalman Kip (1897-1970). Hiertoe werd in 1935 de Stichting Koningsheide opgericht, die tot op heden nog bestaat.
De ligging van het terrein en het terrein zelf voldeed aan alle eisen: rustig gelegen en gemakkelijk bereikbaar vanaf het stadscentrum van Arnhem; het bieden van rustgevende vergezichten; een oppervlakte van tien hectare voor het verwezenlijken van een arbeidstherapieterrein, wandelpaden en een voetbal- en tennisveld; de aanwezigheid van water-, gas- en elektriciteitsvoorzieningen in de Koningsweg.
Het sanatoriumgebouw werd in 1934 ontworpen door Christiaan Posthumus Meyjes jr. en week door het vriendelijk en huiselijk karakter af van dergelijke instellingen. Het hoofdgebouw bood plaats aan 16 vrouwelijke en 15 mannelijke patiënten die er zoveel mogelijk verpleegd werden, zoals zij in hun eigen milieu zouden worden behandeld.
De officiële opening vond plaats op 24 oktober 1936.

## Tweede Wereldoorlog
In 1940 werd het gebouw door de Duitse bezetter geconfisqueerd en werden de patiënten en personeel verplaatst naar Arnhem. In het gebouwencomplex werden achtereenvolgens gevestigd: Luftwaffe, Erste Jagtdivision; het NIVO (Reichsschule Koningsheide); de Wehrmacht. Het omliggende terrein werd bebouwd en omgedoopt tot Divisionsdorf. In 1944 werd tijdens de Slag om Arnhem het hoofdgebouw door Engelse bombardementen weggevaagd.

## Huidig gebruik
In 1958 werd het terrein een camping (camping Arnhem). Deze functie heeft het heden ten dage nog steeds onder de naam Camping DroomPark Hooge Veluwe.
Het complex heeft samen met de Diogenesbunker de status van rijksmonument.